# The Titan: Story of Michelangelo
Pour plus de détails, voir Fiche technique et Distribution.
The Titan: Story of Michelangelo (littéralement Le Titan : l'histoire de Michel-Ange) est un film documentaire germano-suisse réalisé par Robert Flaherty, Richard Lyford et Curt Oertel, sorti en 1950. 
Le documentaire, obtient l'Oscar du meilleur film documentaire lors de la 23e cérémonie des Oscars, en 1951.

## Synopsis
La vie et les travaux du grand artiste de la Renaissance italienne Michel-Ange.

## Fiche technique
- Titre : The Titan: Story of Michelangelo
- Réalisation : Robert Flaherty, Richard Lyford et Curt Oertel
- Scénario : Norman Borisoff
- Photographie : Curt Oertel, Harry Ringger
- Montage : Richard Lyford
- Musique : Alois Melichar
- Producteurs :	Ralph Alswang, Robert J. Flaherty, Robert Snyder
- Société de production : Classics Pictures, Deutsch-Schweizerische Gemeinschaft, Michaelangelo Co., Pandora Filmproduktion
- Société de distribution : United Artists
- Pays de production :  Allemagne de l'Ouest,  Suisse
- Langue : Anglais
- Format : Noir et blanc — 35 mm — 1,37:1 — Son : Mono
- Genre : film documentaire, Film biographique
- Durée : 70 minutes (1 h 10)
- Date de sortie :
  - États-Unis : 22 janvier 1950

## Distribution
- Fredric March : lui-même / le narrateur (voix)